# Лобня
Лобня (на руски: Лобня) е град, разположен в Московска област, Русия. Населението му към 1 януари 2018 е 88 220 души.

## Известни хора
Андронов, Вадим Вадимович
Волков, Генадий Александрович
Гуриев, Андрей Григориевич
Егоров, Александър Петрович (поет)
Злобин, Николай Дмитриевич
Корнеев, Сергей Павлович
Котляков, Владимир Михайлович
Мишустин, Михаил Владимирович
Мясников, Валери Владимирович
Сахнов, Вячеслав Иванович
Слепова, Анна Александровна
Собол, Любов Едуардовна
Гуриев, Андрей Андреевич (ръководител на най-големия минно-химически Холдинг "ФосАгро")